# كينتل وودز
كينتل وودز (بالإنجليزية: Qyntel Woods)‏ مواليد 16 فبراير 1981 في ممفيس، هو لاعب كرة سلة أمريكي بدأ مسيرته الاحترافية في سنة 2002. تم اختياره من قبل فريق بورتلاند ترايل بلايزرز خلال الدرافت يلعب مع فريق شوليه باسكت في الدوري الفرنسي لكرة السلة الدرجة الأولى ويحمل الرقم 13. يبلغ طوله 6 قدم 8 بوصة (2.0 م).

## المسيرة الاحترافية
لعب مع بورتلاند ترايل بلايزرز من سنة 2002 إلى 2004، ثم لعب مع ميامي هيت في سنة 2005، ثم لعب مع نيويورك نيكس في موسم 2005–2006، ثم لعب مع نادي أولمبياكوس لكرة السلة في موسم 2007–2008، ثم لعب مع فورتيتودو بولونيا في الدوري الإيطالي في موسم 2008–2009.

## روابط خارجية
- كينتل وودز على موقع الدوري الأوروبي لكرة السلة (الإنجليزية)
- كينتل وودز على موقع إن بي أي (الإنجليزية)
- كينتل وودز على موقع سبورتس رفرنس (الإنجليزية)
- كينتل وودز على موقع الدوري الإسباني لكرة السلة (الإسبانية)
- كينتل وودز على موقع كرة السلة الأوروبية.كوم (الإنجليزية)
- كينتل وودز على موقع ريلجم (الإنجليزية)
- كينتل وودز على موقع بروبوليرز (الإنجليزية)
- كينتل وودز على موقع سبورتس رفرنس (الإنجليزية)
- كينتل وودز على موقع سبورتس رفرنس (الإنجليزية)